# Luc Vancauwenberge
Luc Vancauwenberge (Opbrakel, 19 juni 1956) is een Belgisch marxistisch politicus voor de PTB.

## Levensloop
Vancauwenberge werkte van 1984 tot 2019 als ambtenaar op het ministerie van Financiën en werd er vakbondsafgevaardigde voor de CGSP.
Als lid van de radicaal-linkse PVDA werd Vancauwenberge in oktober 2018 verkozen tot gemeenteraadslid van Sint-Jans-Molenbeek, wat hij bleef tot in december 2024. Na de verkiezingen van mei 2019 kwam hij in het Brussels Hoofdstedelijk Parlement terecht als opvolger van Ahmad Haagiloee, die besloot om niet te zetelen. Hij was er ondervoorzitter van de commissie Financiën en Algemene Zaken en lid van de commissies Mobiliteit, Economische Zaken en Tewerkstelling en Begroting. Zijn partij stuurde hem ook naar het Parlement van de Franse Gemeenschap. In beide parlementen bleef Vancauwenberge zetelen tot in juni 2024.
Bij de federale verkiezingen van juni 2024 werd hij elfde op de PVDA-PTB-lijst in de kieskring Brussel-Hoofdstad, maar hij werd niet verkozen.